# 희원엔터테인먼트
희원엔터테인먼트는 대한민국의 애니메이션 기업이다. 1992년에(구) 희원코퍼레이션이란 이름으로 설립되었으며, 2000년에 현재 이름(희원)으로 사명을 바꾸었다. 

## 희원 제작 작품 애니메이션

### KBS 1, 2TV
- 구슬대전 배틀비드맨
- 천하통일 파이어비드맨
- 천하무적 크래쉬비드맨
- 터닝메카드
- 터닝메카드 W
- 터닝메카드 R
- 공룡메카드
- 엘리먼트 헌터

### 외주 제작 애니
- 은하공주 디지캐럿
- 쥬로링 동물탐정 희원 제작 협력

### SBS
- 탑블레이드,
- 탑블레이드 V,
- 팽이대전 G블레이드
- 최강! 탑플레이트
- 바이트초이카
- 바이트초이카 하이퍼
- 내 친구 코리리

### MBC
- 빠샤메카드
- 장금이의 꿈

### 타사
- 도모군 히게피요
- 터닝메카드 W: 반다인의 비밀
- 요괴메카드
- 꼬마 펭귄 핑구

### 영화 제작 배급
- 터닝메카드 W: 블랙미러의 부활
- 극장판 공룡메카드: 타이니소어의 섬

## 같이 보기
- 초이락컨텐츠컴퍼니
- 손오공 (기업)